# Stanisław Sienicki
Stanisław Sienicki herbu Bończa – podkomorzy bełski w latach 1525-1543, chorąży chełmski w latach 1509-1525, stolnik chełmski w latach 1508-1509.
Poseł na sejm krakowski 1531/1532 roku z województwa bełskiego.